# Ede Király
Ede Király [ˈɛdɛ ˈkiraːj] (* 22. Februar 1926 in Budapest; † 10. August 2009 in Ontario, Kanada) war ein ungarischer Eiskunstläufer, der im Einzellauf sowie im Paarlauf startete.

## Erfolge
Im Einzel gewann der siebenfache ungarische Meister in der Herrenkonkurrenz bei der Weltmeisterschaft 1948 die Bronzemedaille und wurde 1949 und 1950 Vize-Weltmeister hinter Richard Button. Bei der Europameisterschaft 1949 gewann er Silber hinter Edi Rada, 1950 wurde er in Oslo Europameister. Die Olympischen Spiele 1948 in St. Moritz beendete er auf dem fünften Rang.
Im Paarlauf wurde er mit Andrea Kékesy in den Jahren 1944 und 1947 bis 1949 ungarischer Meister. 1948 wurde das Eislaufpaar in Prag Europameister. Bei der Weltmeisterschaft in Davos und den Olympischen Spielen in St. Moritz gewannen sie die Silbermedaille hinter den Belgiern Micheline Lannoy und Pierre Baugniet. 1949 verteidigten Király und Kékesy in Mailand ihren Europameisterschaftstitel und wurden in Paris Weltmeister.
Nach der Weltmeisterschaft 1950 blieben Király und Kékesy in London, um dem kommunistischen Regime in ihrer Heimat zu entgehen. Danach ging Király nach Kanada und arbeitete als Eiskunstlauftrainer, unter anderem für Donald Jackson.

## Ergebnisse

### Einzellauf
| Wettbewerb / Jahr          | 1941 | 1944 | 1946 | 1947 | 1948 | 1949 | 1950 |
| -------------------------- | ---- | ---- | ---- | ---- | ---- | ---- | ---- |
| Olympische Winterspiele    |      |      |      |      | 5.   |      |      |
| Weltmeisterschaften        |      |      |      |      | 3.   | 2.   | 2.   |
| Europameisterschaften      |      |      |      |      | 4.   | 2.   | 1.   |
| Ungarische Meisterschaften | 1.   | 1.   | 1.   | 1.   | 1.   | 1.   | 1.   |

### Paarlauf
(mit Andrea Kékesy)
| Wettbewerb / Jahr          | 1944 | 1947 | 1948 | 1949 |
| -------------------------- | ---- | ---- | ---- | ---- |
| Olympische Winterspiele    |      |      | 2.   |      |
| Weltmeisterschaften        |      |      | 2.   | 1.   |
| Europameisterschaften      |      |      | 1.   | 1.   |
| Ungarische Meisterschaften | 1.   | 1.   | 1.   | 1.   |